# Henk de Nijs
H.J. (Henk) de Nijs (1932) is een Nederlands politicus van de KVP en later het CDA.
Hij werd in 1966 burgemeester van Ursem en in januari 1973 volgde zijn benoeming tot burgemeester van Uitgeest. In 1985 keerde hij weer terug naar West-Friesland als burgemeester van Wognum. In 1992 werd hij tijdelijk tevens waarnemend burgemeester van Medemblik. Begin 1997 ging De Nijs met pensioen en daarna is hij tot november 2009 enkele jaren voorzitter geweest van KBO Noord-Holland.